# Янковский, Генрик
Генрик Янковский (Henryk Jankowski) (р. 1951) — польский лингвист, профессор, востоковед, тюрколог и караимовед.

## Биография
В 1980 году в Университете Лоранда Этвёша в Будапеште (Венгрия) получил степень бакалавра, защитив квалификационную работу по булгаристике и венгерской тюркологии. В 1986 году получил степень кандидата наук в области общего языкознания и урало-алтайской лингвистики.
В настоящее время Генрик Янковский является научным сотрудником Университета им. Адама Мицкевича в Познани, где руководит секцией тюркологии, монголистики и кореанистики. С 1991 по 1993 годы преподавал в Будапештском университете. Профессор Янковский является членом Польской академии наук, а также занимал пост вице-президента Польского общества востоковедения.
Сфера его научных интересов включают тюркские языки (в частности крымскотатарский, караимский и казахский), а также их контакты с другими языками мира. Он является автором многочисленных публикаций по вопросам языка и культуры татар и караимов в Восточной Европе.

## Избранные публикации
- Türkçe konusma kilavuzmu. Rozmówki tureckie, Adam Mickiewicz University Poznań. Institute of Linguistics, Poznań 1983.
- Détermination participiale dans les langues ouraliennes et altaïques choisies, Wydawnictwo Naukowe UAM, Poznań 1987.
- Wprowadzenie do języka irackoarabskiego. Cz. 1, Rozmówki, Adam Mickiewicz University. Institute of Linguistics, Poznań 1988.
- Gramatyka języka krymskotatarskiego, Wydawnictwo Naukowe UAM, Poznań 1992.
- Klucz do raju. Księga Tatarów litewsko-polskich z XVIII wieku, przekł. i oprac. Henryk Jankowski i Czesław Łapicz, «Dialog», Warszawa 2000.
- A Historical-Etymological Dictionary of Pre-Russian Habitation Names of the Crimea, Brill, Leiden-Boston 2006.
- Język krymskotatarski, «Dialog», Warszawa 2010.

Публикации на караимскую тематику:
- Новый 5762-й год у крымских караимов = Nowy 5762 rok u Karaimów na Krymie, «Przegląd Orientalistyczny» 2002, nr 1/2, s. 103—109.
- Karaimska księgość na Krymie, W: Karaj kiuńlari. Red. Henryk Jankowski, Mariola Abkowicz, Wrocław 2004, s. 46-53.
- Вопрос о существовании крымских караимов и их взаимоотношений с западными караимами = The Question of the Existence of the Crimean Karaim and its Relation to Western Karaim, w: Orientas Lietuvos Didžiosios Kunigaikštijos visuomenės tradicijoje. Totoriai ir karaimai, Vilniaus Universiteto Leidykla, Vilnius 2008, s. 161—168.
- Переводы Библии на караимский язык = Translations of the Bible into Karaim, «Religion Compass», Vol. 4, June 2009, s. 502—523.